# Fitoalexină

Capsidiolul este o fitoalexină produsă de anumite specii vegetale ca răspuns la atacul patogenilor.

Fitoalexinele sunt substanțe fitochimice cu proprietăți antimicrobiene și antioxidante sintetizate de novo de către plante. Sunt diverse din punct de vedere chimic, putând fi terpenoide, glicosteroizi și alcaloizi. În plante, aceste substanțe sunt produse în urma unor infectări cu microorganisme patogene, având rol de protecție împotriva acestora.